# 阿西什·瓦斯瓦尼
阿西什·瓦斯瓦尼（英語：Ashish Vaswani，1986年—）是一名從事深度學習的計算機科學家，因其在人工智慧和自然語言處理（NLP）領域的重大貢獻而知名。他是開創性論文《Attention Is All You Need》的合著者之一，該論文介紹了Transformer模型，這是一種使用自注意力機制的新型架構，自此成為NLP領域許多最先進模型的基礎。Transformer架構是語言模型的核心，為ChatGPT等應用提供了動力。他是Adept人工智慧實驗室的共同創辦人，也曾是Google大腦的研究科學家。

## 職業生涯
2002年，瓦斯瓦尼完成貝拉理工學院梅斯拉分校電腦科學工程學的學業。2004年，他前往美國南加州大學繼續深造，並獲得博士學位。他曾在Google擔任研究員，是Google大腦團隊的一員。 他曾是Adept AI Labs的聯合創始人之一，但後來離開該公司。

## 知名作品
瓦斯瓦尼最知名的作品是2017年發表的論文《Attention Is All You Need》。論文介紹了Transformer模型，該模型在序列到序列任務中避免使用遞歸，而完全依賴自注意力機制。該模型對隨後幾個最先進的NLP模型（包括BERT、GPT-2和GPT-3）的開發起到重要作用。